# راسل هالس
راسل هالس (بالإنجليزية: Russell Alan Hulse)‏ هو فيزيائي أمريكي حاز على جائزة نوبل للفيزياء عام 1993 بالمشاركة مع جوزيف تيلور عن " اكتشافهم نوع جديد من النجوم النابضة ، وهو اكتشاف يفتح الباب لدراسة موجات الجاذبية.
ولد راسل هالس في 28 نوفمبر 1950 بمدينة نيويورك . وقام بدراسة الفيزياء بجامعة ماساشيوستس وحصل منها على الدكتوراة في الفيزياء عام 1975.
واشترك مع جوزيف تيلور في دراسة موسعة للنجوم النابضة باستعمال مرصد أريسيبو Arecibo Observatory في بورتوريكو ، حيث أدت تلك الدراسة إلى اكتشاف أول زوج للنجوم النابضة .
اكتشف الاثنان مزدوج النجم النابض PSR B1913+16 عام 1974 ، وهو مكون من نباض وثقب أسود أو نجم أسود .
ويصدر النجم النيوتروني نبضات مستمرة منتظمة في نطاق الموجات الراديوية و موجات جاذبية لا يمكن رؤيتها في طيف الضوء المرئي . وتتضمن معادلة أينشتاين تقريباً رياضيا لتلك الموجات الجاذبية. وبواسطته استطاع هالس و تيلور تقديم دليلا عملياً ل النظرية النسبية العامة .

## روابط خارجية
- راسل هالس على موقع الموسوعة البريطانية (الإنجليزية)
- راسل هالس على موقع مونزينجر (الألمانية)
- راسل هالس على موقع إن إن دي بي (الإنجليزية)